# Flow Factory: La factoría del Flow
Flow Factory: La factoría del Flow es un álbum recopilatorio del cantante puertorriqueño Zion, y fue lanzado en internet en el año 2009 y editado para Amazon y iTunes en el 2011. El álbum cuenta con la colaboración de Arcángel & De la Ghetto, Randy, Don Omar, Alexis & Fido, Yaga & Mackie, entre otros.
El álbum fue originalmente pensado para 2006 con posibles sencillos como «Fantasma» de Zion y «Sorpresa» de Arcángel & De la Ghetto, esto bajo el sello Baby Records. Los planes fueron cancelados una vez Arcángel se separa y realiza una demanda por incumplimiento de contrato a comienzos de 2007.

## Lista de canciones

### Edición estándar (2009)
1. Flow Factory (Intro)
2. Seguimos Matando - Arcángel & De la Ghetto (Prod. Nesty & Victor El Nasi)
3. Fantasma - Zion (Prod. Walde The Beatmaker)
4. Sorpresa - Arcángel & De la Ghetto (Prod. Tainy)
5. Amor De Pobre - Zion feat. Eddie Dee (Prod. Mr. G & Master Chris)
6. Cazando Andamos - Zion feat. Don Omar & Arcángel (Prod. Nely El Arma Secreta)
7. No Te Vistas Que No Vas - Alexis & Fido (Prod. Doble A & Nales)
8. Dime Lo Que Tu Vas Hacer - Arcángel & De la Ghetto (Prod. Nely El Arma Secreta & Tainy)
9. Abre La Puerta - Zion (Prod. Nely El Arma Secreta)
10. Se - De la Ghetto (Prod. Dj Giann, Dexter & Mr. Greenz)
11. Amor - Zion (Prod. Walde The Beatmaker)
12. Eres Tú - Zion (Prod. Mekka & Marioso)
13. Sin Mucha Demora - Arcángel & De la Ghetto feat. Randy "Nota Loka" (Prod. Walde The Beatmaker)
14. Tu y Yo Solos - Aniel (Prod. Thilo, Doble A & Nales)
15. Your Body - Zion feat. Arcángel & De la Ghetto (Prod. Tainy & Joker)
16. Mami Nos Matamos - Cosculluela (Prod. DJ Memo)
17. Tease Me - Zion (Prod. Nely El Arma Secreta, DJ Nelson & Marioso)
18. No Sé Si Fue - Zion feat. Arcángel (Prod. Mambo Kingz)
19. Hoy Voy A Buscarte - Yaga & Mackie (Prod. Walde The Beatmaker)
20. Loquita - Zion (Prod. Danny Fornaris)
21. Bésame - Zion (Prod. Tainy)

### Edición digital (2011)
1. Flow Factory (Intro)
2. Seguimos Matando - Arcángel & De la Ghetto
3. Sorpresa - Arcángel & De la Ghetto
4. Cazando Andamos - Zion feat. Don Omar & Arcángel
5. No Te Vistas Que No Vas - Alexis & Fido
6. Dime Lo Que Tu Vas Hacer - Arcángel & De la Ghetto
7. Se - De la Ghetto
8. Eres Tú - Zion
9. Sin Mucha Demora - Arcángel & De la Ghetto feat. Randy "Nota Loka"
10. Tu y Yo Solos - Aniel
11. Your Body - Zion feat. Arcángel & De la Ghetto
12. Mami Nos Matamos - Cosculluela
13. Tease Me - Zion
14. No Sé Si Fue - Zion feat. Arcángel
15. Hoy Voy A Buscarte - Yaga & Mackie
16. Loquita - Zion